# The Bondage of Fear (film 1917)
The Bondage of Fear è un film muto del 1917 diretto da Travers Vale il cui soggetto si basa su Beauty, storia di Rosalind Ivan e Thomas J. Kelly.

## Produzione
Il film - girato con il titolo di lavorazione The Ghost of Fear. - fu prodotto dalla Peerless Productions e dalla World Film.

## Distribuzione
Il copyright del film, richiesto dalla World Film Corp., fu registrato il 19 gennaio 1917 con il numero LU10031.
Distribuito dalla World Film e presentato da William A. Brady, il film uscì nelle sale statunitensi il 23 gennaio 1917.
Non si conoscono copie ancora esistenti della pellicola che viene considerata presumibilmente perduta.